# Minister za izobrazbo Italijanske republike
Minister za izobrazbo univerze in raziskovanje Italijanske republike (italijansko Ministro dell'Istruzione, dell'Università e della Ricerca) je na čelu ministrstva, ki se ukvarja s problemi izobraževanja, raziskovanja in usposabljanja, bodisi v okviru državnih kot privatnih šol vseh stopenj in univerz vseh smeri. Njegove glavne pristojnosti so:
- programiranje izobraževanja v državnih in privatnih šolah vseh stopenj in smeri; določanje učbenikov; nadzor nad izvajanjem programa;
- izobraževanje učno-vzgojnega osebja; določitev učnih obveznosti osebja;
- nadzor nad administracijo državnih šol in univerz;
- povezava s pokrajinskimi oblastmi, z znanstvenimi ustanovami in profesionalci; povezava z ustanovami Evropske unije;
- znanstveno raziskovanje v okviru državnih institucij; sodelovanje z nedržavnimi strukturami, ki se bavijo z raziskavo na kateremkoli področju.

Ministrstvo za izobrazbo Italijanske republike ima sedež v Rimu. Trenutna (2013) ministrica je Maria Chiara Carrozza.